# James Hingston Tuckey
James Hingston Tuckey (citat per algunes fonts com a James Kingston Tuckey), (1776- 4 d'octubre de 1816), va ser un explorador britànic i capità de la Royal Navy.

## Biografia
Va començar fent de militar contra els holandesos i els francesos a l'Índia i Ceilan, també va combatre contra els francesos a la mar Roja. El 1802 va ajudar a expandir la colònia britànica de Nova Gal·les del Sud a Austràlia. El 1805 quan escortava un comboi anglès des de l'illa de Santa Helena, va ser capturat pels francesos, i va romandre empresonat nou anys. Durant el seu captiveri va escriure Maritime Geography and Statistics, en què hi oferia una visió integra dels diferents fenòmens de l'oceà.
L'any 1816 va tractar d'explorar el riu Congo en una expedició organitzada per l'Almirallat britànic, que tenia per objecte l'exploració del riu Congo i investigar si existia una connexió entre aquest riu i el riu Níger, conques de l'Àfrica Occidental i Central. Tuckey va navegar des de la seva desembocadura, però va constatar que la part inicial del riu no era navegable a causa dels ràpids existents, posteriorment anomenats Cascades Livingstone, sobre Matadi, a 160 km del mar. Només va trobar ruïnes de colònies portugueses i missioners catòlics moribunds. Va proposar enviar missioners protestants al Congo. Va explorar riu amunt, fins a arribar a 480 km del mar. La majoria de la tripulació i dels seus oficials van morir de febre, i el mateix Tuckey va morir el quatre d'octubre de 1816 a Moanda, a la costa de l'actual República Democràtica del Congo. L'expedició com a tal va ser un fracàs, però va concitar l'interès de l'exploració del continent africà.